# Tirannió de Fenícia
Tirannió de Fenícia, en llatí Tyrannion, en grec antic Τυραννίων, fill d'Artemidor, fou un gramàtic nascut a Fenícia, deixeble de Tirannió d'Amisos. El seu nom original era Diocles i va agafar el de Tirannió en honor del seu mestre. Fet presoner en la guerra entre Marc Antoni i Octavi el va comprar Dimes, un llibert d'Octavi; a través de Dimes fou presentat a Terència, la dona de Ciceró que el va alliberar (li va donar la manumissió).
Va ensenyar a Roma i segons Suides va escriure 68 obres de les que esmenta les següents:
- Περὶ τῆς Ὁμηρικῆς προσῳδίας
- Περὶ τῶν μερῶν τοῦ λόγου
- Περὶ τῆς Ῥωμαἴκῆς διαλέκτου, on demostrava que la llengua llatina deriva del grec
- Τοῦ Ἀντιγένους ἡ Ῥωμαϊκὴ διάλεκτος
- Ὅτι διαφωνοῦσιν οἱ νεώτεροι ποιηταὶ πρὸς Ὅμηρον
- Ἐξήγησις τοῦ Τυραννίωνος μερισμο?
- Διόρθωσις Ὁμηρική
- Ὀρθογραφία

L'obra Περὶ τοῦ σκολιοῦ μέτρου l'atribueix Suides a un autor de nom Tirannió que podria ser aquest personatge.